# Влахернетиса
Влахернетиса — особливий епітет, що присвоювався різним зображенням Богоматері, які за своїм походженням були пов'язані з Влахернським храмом або були подібні до Влахернської ікони. Крім того, цей епітет іноді присвоювався зображенням Богоматері-Оранти, оскільки саме таке зображення знаходилося, ймовірно, в абсиді Влахернського храму. Цей епітет визначав тип написання ікони і використовувався поруч із такими епітетами, як Одигітрія, Єлеуса, Оранта і Агіосоритиса, але у окремий тип не виділяється, а є лише підтипом Одигітрії.
Вперше згадується в 1150 при візантійському імператорі Мануїлі I Комніні ікона Богоматері Знамення, що знаходилася в столичному храмі у Влахернах (звідси і назва Влахернітиса).
Коротко кажучи: Влахернетіса – список з Влахернської Одигітрії. За переказами, Влахернська ікона - найперша Одигітрія. Влахернетиса відноситься до класичного типу Одигітрії, що склався в константинопольському мистецтві в XIII-XIV століттях.
Особливостями іконографії є масивність фігури Богородиці та її майже погрудний обріз, великі німби, що заходять на поля, високо підняті ноги Богонемовля, які стосуються полів ікони.
Іноді зображення Влахернетиси розміщували на енколпіонах, вироблених на території Київської Русі, зроблених за грецькими зразками.